# 大卫·W·布莱特
大卫·W·布莱特（英語：David William Blight，1949年—）是一位美国历史学家，耶鲁大学斯特灵历史教授，在耶鲁大学开放课程中有开设《美国内战与重建，1845-1877》（The American Civil War and Reconstruction Era, 1845-1877），2021年当选美國哲學會会士，主要作品有《种族与重聚：美国记忆中的内战》（Race and Reunion: The Civil War in American Memory）、《弗雷德里克·道格拉斯：自由的先知》（Frederick Douglass: Prophet of Freedom）等。